# West Wind Aviation
West Wind Aviation è una compagnia aerea regionale canadese, con sede a Saskatoon mentre il suo hub principale è l'Aeroporto Internazionale di Saskatoon John G. Diefenbaker.

## Storia

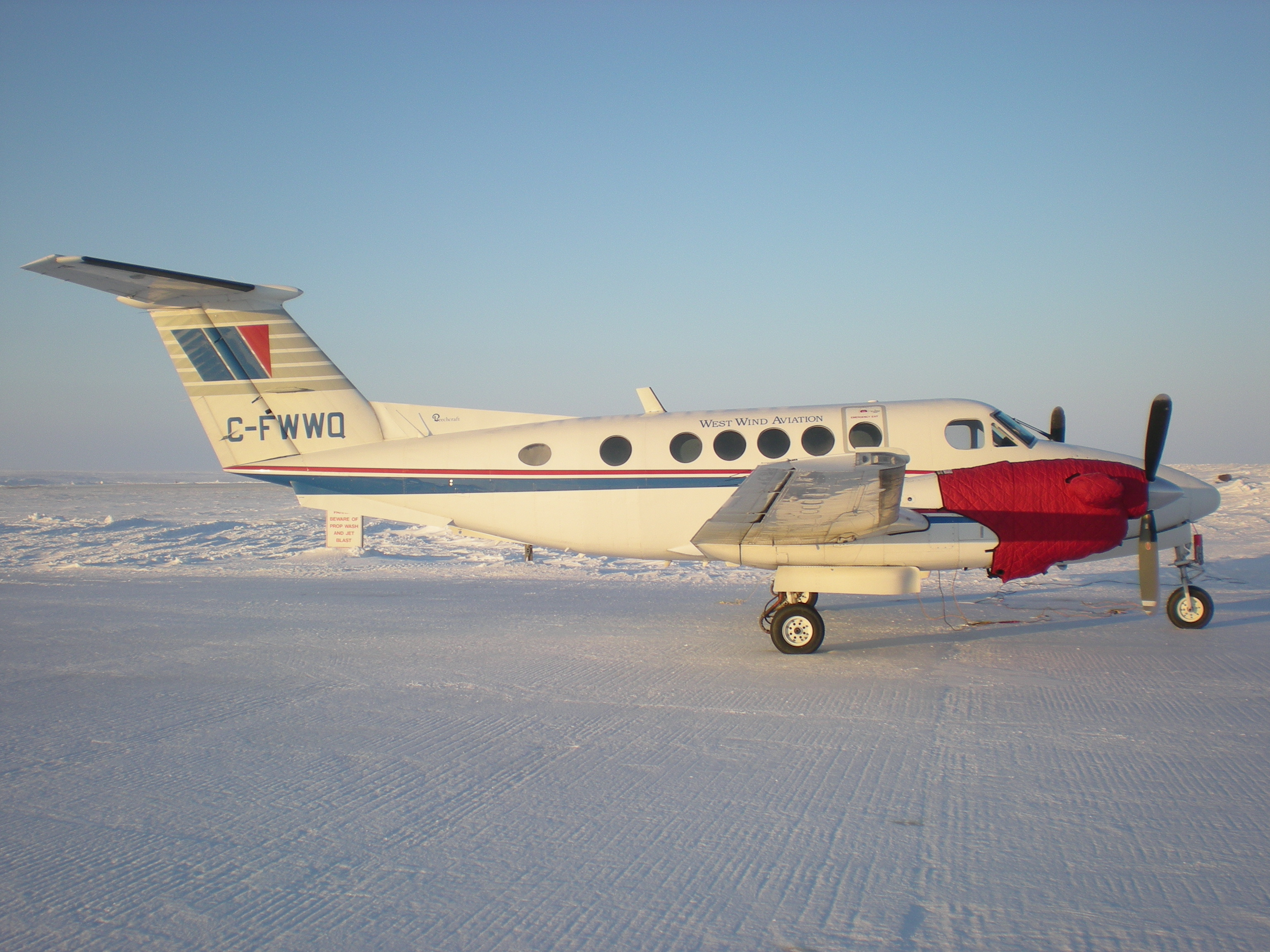
Un Beechcraft Super King Air di West Wind Aviation.

La compagnia aerea è stata fondata nel 1983 dalla comunità degli Athabasca, residenti nel nord del paese. West Wind Aviation ha iniziato ad operare dagli aeroporti di Saskatoon e La Ronge. Nel 1995 inaugurava i primi voli regolari di linea. Nel 2015 assorbiva completamente la sussidiaria Pronto Airways, che era stata fondata nel 2006. L'anno successivo, per la precisione il 1° luglio, acquistava dai nativi Transwest Air che, come sussidiari, seguirà le sorti della capofila. Nel 2020 la proprietà risultava costituita al 65% dagli abitanti della provincia di Saskatchewan e al 22% dalla Prince Albert Development Corporation. Il 28 febbraio 2021 cessava i voli regolari in proprio che venivano trasferiti a società sussidiarie o affiliate.

## Flotta

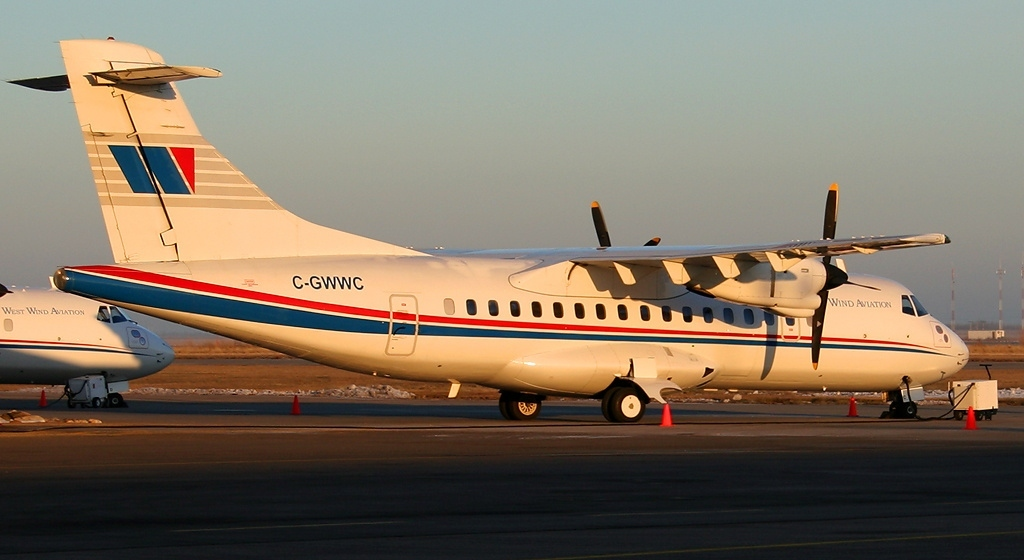
Un ATR 42-300 di West Wind Aviation.

A maggio 2020 la flotta West Wind Aviation risulta composta dai seguenti aerei:

## Incidenti
- Il 13 dicembre 2017, un ATR 42-320 operante il Volo West Wind Aviation 282 si è schiantato dopo essere decollato dall'aeroporto di Fond-du-Lac. Dei 22 passeggeri e 3 membri dell'equipaggio solo una persona è deceduta mentre l'aeromobile è stato ritirato dal servizio.[3]